# روسکو اورمان
روسکو اورمان (به انگلیسی: Roscoe Orman) (زاده ۱۱ ژوئن ۱۹۴۴) بازیگر آمریکایی است.
از فیلم‌های معروف او می‌توان به بازی در فیلم فاصله قابل توجه اشاره کرد.